# Liste der Monuments historiques in Chemin-d’Aisey
Die Liste der Monuments historiques in Chemin-d’Aisey führt die Monuments historiques in der französischen Gemeinde Chemin-d’Aisey auf.

## Liste der Objekte
| Bezeichnung                                | Beschreibung                                                               | Standort                                   | Kennzeichnung | Schutzstatus | Datum | Bild |
| ------------------------------------------ | -------------------------------------------------------------------------- | ------------------------------------------ | ------------- | ------------ | ----- | ---- |
| Skulptur eines Bischofs mit zwei Oranten   | Kalkstein und Holz, farbig gefasst und vergoldet, 16. Jahrhundert          | in der Kirche Nativité-de-la-Vierge (Lage) | PM21000598    | Classé       | 1964  |      |
| Skulptur Heiliger Rochus                   | Kalkstein, farbig gefasst und vergoldet, erste Hälfte des 16. Jahrhunderts | in der Kirche Nativité-de-la-Vierge (Lage) | PM21000599    | Classé       | 1964  |      |
| Skulptur Heilige Katharina von Alexandrien | Holz, farbig gefasst und vergoldet, 18. Jahrhundert                        | in der Kirche Nativité-de-la-Vierge (Lage) | PM21000600    | Classé       | 1964  |      |